# Amtsgericht Schirgiswalde
Das Amtsgericht Schirgiswalde war ein Gericht der ordentlichen Gerichtsbarkeit und ein Amtsgericht in Sachsen mit Sitz in Schirgiswalde.

## Geschichte
In Schirgiswalde bestand bis 1879 das Gerichtsamt Schirgiswalde als Eingangsgericht. Im Rahmen der Reichsjustizgesetze wurden 1879 im Königreich Sachsen die Gerichtsämter aufgehoben und Amtsgerichte, darunter das Amtsgericht Schirgiswalde, geschaffen. Der Gerichtssprengel umfasste Schirgiswalde, Altscheidenbach, Bederwitz, Callenberg mit Neucallenberg, Carlsberg, Carlsruhe, Crostau, Ellersdorf, Eulowitz (Nieder-, Ober- und Neu-), Halbendorf bei Schirgiswalde, Irgersdorf, Kirschau, Kleinpostwitz, Mittelsohland an der Spree mit Äußerstmittelsohland und Neumittelsohland, Neuschirgiswalde, Neusorge bei Sohland an der Spree, Niedersohland an der Spree mit Äußerstniedersohland, Petersbach bei Schirgiswalde, Rodewitz mit Sonneberg und Glaserhäusern, Sora, Steinigtwolmsdorf mit Birkgutshäusern, Suppo, Tautewalde, Wehrsdorf mit neuem Anbau oder dem sogenannten A. B. C. Dörfel, Weifa, Wendischsohland mit Neuscheidenbach, Wilthen mit Neuwithlen und Wurbis (Worbis). Das Amtsgericht Schirgiswalde war eines von 18 Amtsgerichten im Bezirk des Landgerichtes Bautzen. Der Amtsgerichtsbezirk umfasste danach 19.599 Einwohner. Das Gericht hatte damals eine Richterstelle und war ein mittelgroßes Amtsgericht im Landgerichtsbezirk.
Kriegsbedingt wurde das Amtsgericht Schirgiswalde in den 1940er Jahren in ein Zweiggericht des Amtsgerichtes Bautzen umgewandelt. Im Jahre 1951 wurde es endgültig aufgelöst, und das Amtsgericht Bautzen übernahm seine Aufgaben.

## Gerichtsgebäude
Das Amtsgericht nutzte das 1839 erbaute Gebäude des Gerichtsamtes (Hauptstraße 7). Es handelt sich um zwei stattliche, dreigeschossige, massive Häuser (das obere etwas älter) mit Walmdächern, klassizistische Architektur und Anlage. Es ist ortsgeschichtlich und baugeschichtlich von Bedeutung und steht daher unter Denkmalschutz.